# 文治堂書店
文治堂書店（ぶんちどうしょてん）は、日本の出版社。

## 概要
- 沿革　1959年（昭和34年）　設立
- 代表　勝畑耕一
- 所在　東京都杉並区井草2-24-15
- 刊行書　中島敦全集全４巻・補巻、神西清全集全６巻、高村光太郎資料全６集、福永武彦作品「批評Ａ」「批評Ｂ」ほか